# Lane Evans
Lane Allen Evans (Rock Island, 4 agosto 1951 – East Moline, 5 novembre 2014) è stato un politico e avvocato statunitense, membro della Camera dei Rappresentanti per lo stato dell'Illinois dal 1983 al 2007.

## Biografia
Nato e cresciuto nell'Illinois, Evans prestò servizio in Vietnam con i marines e in seguito studiò legge alla Georgetown University. Dopo la laurea, Evans aprì uno studio legale nella sua città, occupandosi principalmente di clienti poveri o del ceto medio.
Entrato in politica con il Partito Democratico, nel 1982 si candidò alla Camera dei Rappresentanti e riuscì ad essere eletto, sconfiggendo il candidato ultraconservatore che aveva battuto nelle primarie repubblicane il deputato Tom Railsback. Dopo questa vittoria, Evans venne riconfermato dagli elettori per altri undici mandati, fino a quando nel 2006 annunciò la sua intenzione di non ricandidarsi per le elezioni successive.
Durante i suoi ventiquattro anni di servizio, Lane Evans era considerato uno dei deputati più liberali della Camera. Nel 1995 gli venne diagnosticato la malattia di Parkinson, malattia che lui rese pubblica e che non gli impedì di essere rieletto negli anni successivi. È scomparso nel 2014 all'età di 63 anni per complicazioni della malattia.